# العلاقات التركية القطرية
العلاقات التركية القطرية، هي العلاقات الخارجية الثنائية بين دولة قطر وجمهورية تركيا، والتي بدأت عام 1972.
هناك تعاون وحوار متواصل في القضايا الإقليمية والدولية منذ عام 2010، خاصة فيما يخص الحرب الأهلية في سوريا وإنقلاب مصر عام 2013 على الرئيس محمد مرسي
وكذلك إنّ العلاقات الاقتصادية والاجتماعات الرئيسية الرسمية بين البلدين قائمة وبشكل مكثّف 

## العلاقات السياسية

### التعاون السياسي
يرجع تاريخ العلاقات الثنائية بين قطر وتركيا إلى السبعينيات. في الثمانيينات، بدأ البلدان في توقيع اتفاقيات ثنائية. حصلت العلاقات الثنائية على مزيد من الاهتمام في عقد 2000 بتوقيع عدد من الاتفاقيات الثنائية.
تتشارك قطر وتركيا مواقف متشابهة من الحرب الأهلية السورية والأزمة المصرية. شكل البلدان كتلة واحدة في الحرب الأهلية السورية ودعما الجماعات المتمردة نفسها. فيما يخص الأزمة المصرية، تعارض تركيا وقطر رئاسة عبد الفتاح السيسي. يوصف التنسيق بين البلدين في السياسات الإقليمية بالتحالف. وفي تعليقه على الاضطرابات في الشرق الأوسط أثناء مؤتمر صحفي مشترك عقد في قطر في ديسمبر 2014، صرح الرئيس التركي رجب طيب أردوغان بأن «سوياً مع قطر، نقف دائما مع الشعوب المضطهدة حول العالم».
أعلن عن اتفاق تركيا وقطر على تأسيس مجلس تعاون يسمى «مجلس التعاون الاستراتيجي رفيع المستوى» في 19 يناير 2015. اتخذ القرار بعد اجتماع بين وزيري خارجية البلدين مولود جاويش أوغلو وخالد بن محمود آل عطية بشأن التحولات الدبلوماسية المتبادلة بعيداً عن مصر منذ تولي السيسي الرئاسة في 2014.

## العلاقات الاقتصادية
في 2 ديسمبر 2015 وقعت تركيا وقطر عدة اتفاقيات اقتصادية أبرزها مذكرة تفاهم لتصدير الغاز من قطر إلى تركيا، وذلك خلال زيارة الرئيس التركي رجب طيب أردوغان إلى الدوحة وسط الأزمة المتصاعدة بين أنقرة وموسكو حول إسقاط الطائرة الروسية في الأراضي السورية. إذ كانت روسيا قد قررت فرض بعض القيود الاقتصادية على تركيا بعد هذه الحادثة منها توقيف تصدير الغاز الروسي والتشديد على تأشيرات الدُخول والخُروج من وإلى تركيا، فجاء الرد التُركي عبر التوقيع على مذكرة تفاهم أولية لاستيراد تركيا الغاز الطبيعي المسال من قطر على المدى الطويل وبشكل منتظم، وفق ما ذكرته وكالة أنباء الأناضول التركية ووكالة الأنباء القطرية الرسمية، كما أعلن أردوغان عن إلغاء تأشيرات الدخول المتبادلة بين تركيا وقطر.

## العلاقات العسكرية
وقعت تركيا وقطر اتفاقية تعاون عسكري في 28 أبريل 2014، وتحمل الاتفاقية اسم (اتفاقية التنفيذ بين الجمهورية التركية وحكومة دولة قطر لنشر القوات التركية على الأراضي القطرية)، مما سمح لتركيا إنشاء قاعدة عسكرية في قطر، يتواجد فيها 90 جنديا تابعين لفرقة طارق بن زياد التركية برفقة مدرعاتهم، وتستوعب القاعدة 3000 جندي. بحيث تكون مقرّا لتدريبات عسكرية مشتركة بين الجيش التركي والجيش القطري. وستكون متعدّدة الأغراض.

## وصلات خارجية
- Turkish Ministry of Foreign Affairs about relations with Qatar